# Podkraj (kanton dziesiąty)
Podkraj – wieś w Bośni i Hercegowinie, w Federacji Bośni i Hercegowiny, w kantonie dziesiątym, w gminie Glamoč. W 2013 roku liczyła 16 mieszkańców, z czego większość stanowili Serbowie.